# Австралийско-монгольские отношения
Австралийско-монгольские отношения — двусторонние дипломатические отношения между Австралией и Монголией, установленные в 1972 году. В 2010 году двусторонний товарооборот между Австралией и Монголией составил 38,9 млн долларов.

## История
Дипломатические отношения между Австралией и Монголией были установлены в 1972 году.

## Экономические отношения
В 2005 году двусторонний товарооборот между Австралией и Монголией составил 28,4 млн долларов. В 2010 году двусторонний товарооборот между Австралией и Монголией составил 38,9 млн долларов. В 2005 году экспорт Монголии в Австралию составил 14,2 млн долларов. В 2010 году экспорт Монголии в Австралию составил 0,3 млн долларов. В 2010 году экспорт Австралии в Монголию составил 38,6 млн долларов.

## Послы Австралии в Монголии
- Кэти Смит (по состоянию на октябрь 2024 года)[5].